# Débarquement sur Saidor
Seconde Guerre mondiale
Batailles
- Rabaul
- 1re Salamaua-Lae
- Mer de Corail
- Piste Kokoda
- Baie de Milne
- Goodenough
- Buna-Gona-Sanananda
- Lilliput
- Merauke

- Wau
- Mer de Bismarck
- I-Go
- 2e Salamaua-Lae
- Chronicle
- Monts Finisterre
- Bougainville
- Bombardement de Wewak
- Péninsule de Huon
- Nouvelle-Bretagne
- Bombardement de Rabaul

- Neutralisation de Rabaul
- Îles de l'Amirauté
- Emirau
- Take Ichi
- Nouvelle-Guinée occidentale

Le débarquement sur Saidor désigne une opération amphibie menée par les États-Unis près du village de Saidor durant la Campagne de Nouvelle-Guinée dans la guerre du Pacifique.
Cette opération remplissait un double objectif : prendre le contrôle de l'aérodrome saboté par les Australiens et laissé l'abandon en 1942 pour le remettre en état, l'améliorer et couper la retraite aux Japonais commençant à se retirer de Sio face aux avancées de l'armée australienne dans la phase finale de la campagne de la péninsule de Huon.

## La bataille
Après un bombardement aéronaval, à l'aube du 2 janvier 1944 la 32e division d'Infanterie entame l'assaut amphibie sur Saidor face à très peu d'opposition. 3 américains et 11 japonais sont tués au cours de cette matinée. Plusieurs raids aériens nippons de faible envergure eurent lieu dans l'après-midi et la nuit, ainsi que tout le mois suivant.
L'aérodrome est sous possession américaine dans la journée, les travaux s'entament pour sa réhabilitation et son amélioration dès les jours suivants durant tout le mois de février avec l'aide de travailleurs locaux.
Les troupes de l'US Army s'emploient au cours des semaines suivantes à tenter de bloquer les routes et pistes autour de Saidor pour y bloquer les soldats de l'armée impériale en retraite et pourchassés par la 9e division d'Infanterie australienne depuis Sio pour se retirer vers Madang.
Ces initiatives se révéleront être globalement un échec, en raison notamment de l'épaisse jungle et du terrain boueux et quasi-impraticable. Environ 8000 soldats japonais réussirent à passer par Saidor durant le mois de janvier entraînant des critiques de l'état-major australien sur le fait que la division américaine n'ait selon lui pas fait son maximum pour les empêcher de traverser la zone. 
Les Américains et les Australiens opèrent une jonction le 10 février 1944.

## Conséquences
La 5e division d'infanterie australienne, qui traquait depuis le 20 janvier 1944 depuis Sio les Japonais en retraite tua 734 soldats impériaux, trouva 1793 d'entre eux morts sur le chemin et réussit à faire 48 prisonniers. Les pertes australiennes durant ces opérations furent de 4 tués et 6 blessés. 
La 32e division d'infanterie américaine eut des résultats bien plus mitigés, perdant 40 hommes au combat, 11 blessés et 16 disparus, tuant au cours de son infructueuse tentative d'interception à Saidor de l'armée nippone 119 Japonais et en capturant 18.
L'aérodrome est remis en état de marche et une deuxième piste de décollage est fonctionnelle dès le 6 mars 1944. Plusieurs ponts et routes furent également construits, une base aérienne et toutes ses infrastructures sont opérationnelles dès le 7 mai 1944.
Les Américains auront à affronter par la suite les milliers de Japonais qu'ils n'ont pas réussi à stopper à Saidor lors des féroces combats de la bataille de la rivière Driniumor durant l'été 1944.

## Galerie

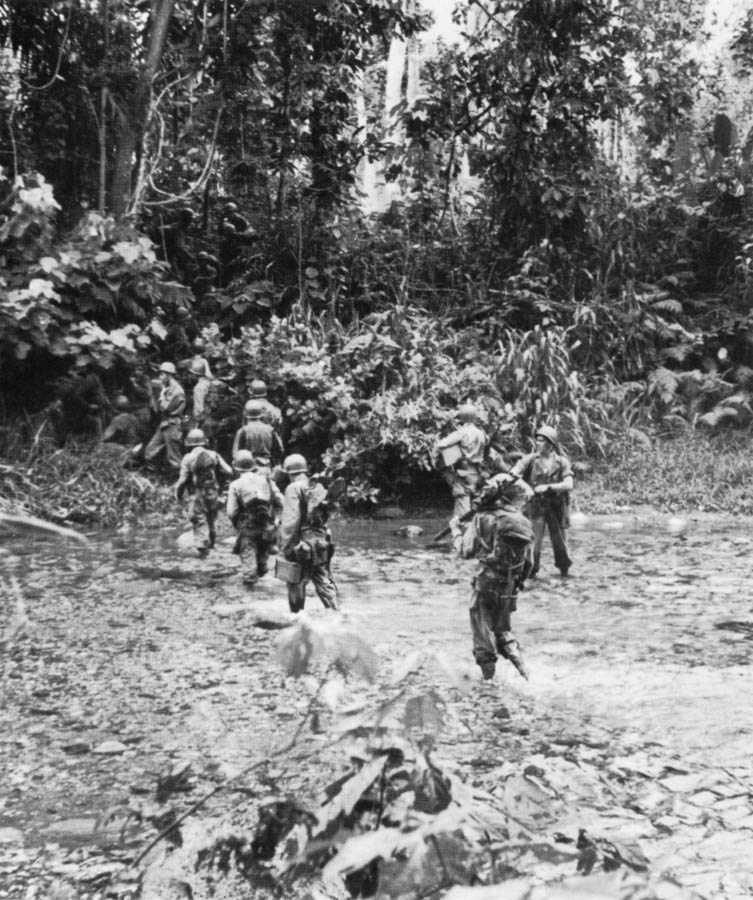
32e division d'infanterie américaine près de Saidor
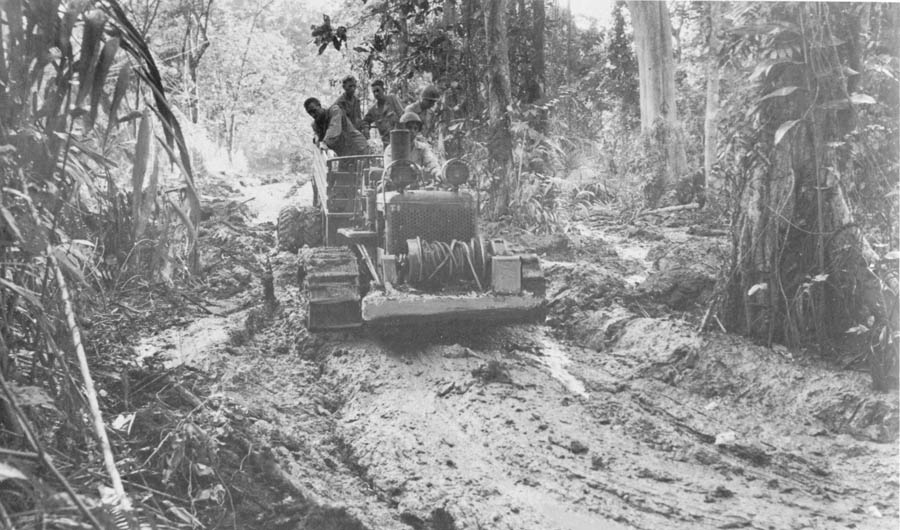
Troupes du génie de l'US Army sur Saidor
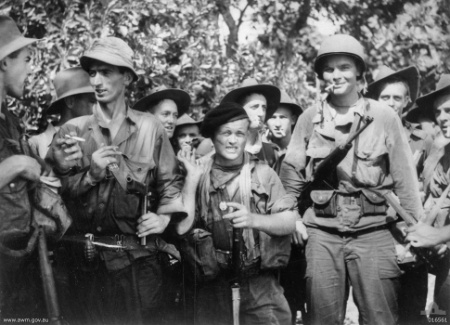
Soldats américains et australiens le 15 février 1944 après leur jonction près de Saidor